# San Marco (satelliti artificiali)
San Marco è il nome di cinque satelliti artificiali italiani messi in orbita in successione dal 1964 al 1988 nell'ambito del Progetto San Marco, ideato dal professor Luigi Broglio e nato ufficialmente nel 1962, con la firma di un accordo di cooperazione spaziale tra Italia e Stati Uniti. Tutti e cinque i satelliti utilizzarono per il lancio vettori Scout forniti gratuitamente dagli Stati Uniti. Tutti sono ormai 'decaduti' dalla loro orbita e rientrati nell'atmosfera terrestre, distruggendosi.

## San Marco A
Il primo satellite San Marco, denominato anche "San Marco 1", fu lanciato il 15 dicembre 1964. Avendo provveduto a lanciare autonomamente con personale italiano il razzo statunitense, l'Italia è stata la quinta nazione, dopo URSS, USA, Regno Unito e Canada ad aver effettuato un lancio orbitale. Il San Marco A fu lanciato dal poligono statunitense di Wallops Island, in Virginia.

## San Marco B

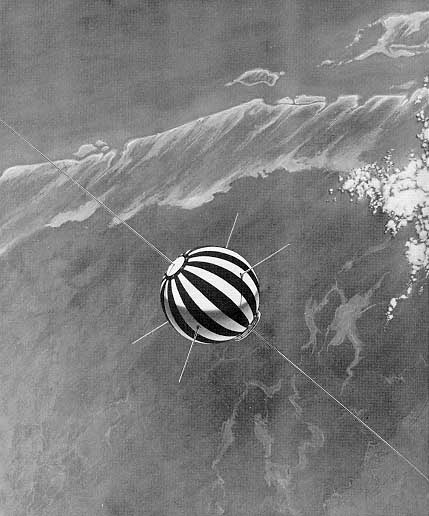
Rappresentazione del satellite San Marco B

Il lancio del secondo satellite San Marco (detto anche San Marco 2) avvenne nel 1967 e, come per i successivi, ebbe luogo dal poligono di lancio italiano,  anch'esso denominato San Marco (oggi Centro Spaziale Luigi Broglio), ubicato nell'Oceano Indiano, in acque internazionali, al largo delle coste del Kenya a 2° 56′ a sud dell'equatore, composto da piattaforme oceaniche fissate sul fondo dell'oceano: piattaforma di assemblaggio e lancio del razzo Scout (Piattaforma San Marco); piattaforma di controllo per le operazioni di lancio e messa in orbita (Piattaforma Santa Rita); una piccola piattaforma dove erano sistemati i radar; stazione di telemisura a terra e altre infrastrutture anch'esse sulla terraferma, in territorio keniota.

## San Marco C-1
Denominato anche 'San Marco 3', fu lanciato nell'aprile del 1971.

## San Marco C-2
Denominato anche 'San Marco 4', fu lanciato nel febbraio del 1974.

## San Marco D/L
L'ultimo satellite della serie fu lanciato nel marzo del 1988.

## Obiettivi scientifici
Tra i valori scientifici che i satelliti San Marco consentirono di misurare sono: la densità dell'aria ad alte quote, in modo continuo e con la massima precisione mediante la famosa Bilancia Broglio, un dispositivo ideato dallo scienziato Luigi Broglio; la temperatura e pressione dell'atmosfera; la composizione della stessa atmosfera attraverso uno spettrometro di massa; il profilo della densità elettronica della ionosfera; la temperatura degli elettroni; la localizzazione di irregolarità ionosferica; la concentrazione degli ioni e degli elettroni; l'analisi delle particelle ionizzate e delle loro velocità; il monitoraggio della radiazione solare; lo studio dei fenomeni dell'alta atmosfera e la loro influenza sul clima della Terra.